# 马尔迪耶
马尔迪耶（法語：Mardié，法語發音：[maʁdje]）是法国卢瓦雷省的一个市镇，位于该省西部，奥尔良市区以东，卢瓦尔河以北，属于奥尔良区。

## 地理
马尔迪耶（47°53'13"N, 2°3'24"E）面积17.28 平方千米，位于法国中央-卢瓦尔河谷大区卢瓦雷省，该省份为法国中北部省份，北起埃松省，西北接厄尔-卢瓦省，西南接卢瓦-谢尔省，南至涅夫勒省和谢尔省，东临约讷省，东北接塞纳-马恩省。
与马尔迪耶接壤的市镇（或旧市镇、城区）包括：韦讷西、比奥讷河畔布瓦尼、布村、谢西、多讷里、雅尔若、圣但尼德洛泰勒、特赖努。

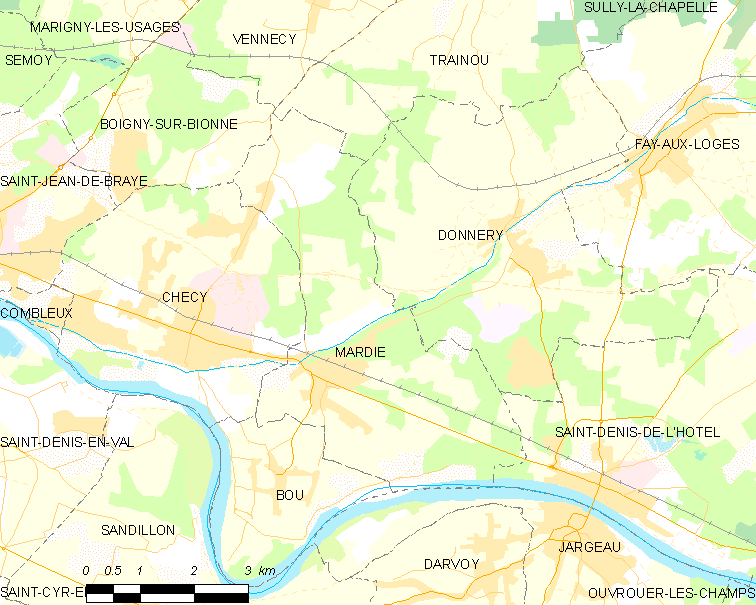
马尔迪耶的OSM定位图

马尔迪耶的时区为UTC+01:00、UTC+02:00（夏令时）。

## 行政
马尔迪耶的邮政编码为45430，INSEE市镇编码为45194。

## 政治
马尔迪耶所属的省级选区为圣让德布赖县。

## 人口

1962-2008年间马尔迪耶人口变化图示

马尔迪耶于2022年1月1日时的人口数量为3083人。